# Ніклозамід
Ніклозамід (англ. Niclosamide, лат. Niclosamidum) — синтетичний протигельмінтний препарат, який є похідним саліцилової кислоти, та застосовується перорально. Ніклозамід застосовується з 1958 року. Препарат входить до переліку основних лікарських засобів, розробленого ВООЗ. Станом на серпень 2020 року ніклозамід не зареєстрований в Україні.

## Фармакологічні властивості
Ніклозамід — синтетичний протигельмінтний препарат, який є похідним саліцилової кислоти. Механізм дії препарату полягає в порушенні метаболізму глюкози, порушенні окисного фосфорилювання та анаеробного метаболізму цестод. Ніклозамід застосовується при дифілоботріозі, гіменолепідозі та теніаринхозі. Ніклозамід неефективний при ентеробіозі та нематодозах. Проте препарат небажаний при теніозі, оскільки може спричинити виникнення цистицеркозу. Ніклозамід ефективний також при гельмінтозах у низки тварин.

## Побічна дія
При застосуванні ніклозаміду можуть спостерігатись наступні побічні ефекти: нудота, блювання, біль у животі, запор та свербіж шкіри. Рідше спостерігається запаморочення, шкірний висип, сонливість, перианальний свербіж або неприємний смак у роті.

## Експериментальне застосування
Ніклозамід вивчається як потенційний препарат для лікування низки форм раку. Ніклозамід разом з іншим протигельмінтним препаратом оксиклозанідом за результатами клінічних досліджень є активним як in vivo, так і in vitro проти метициліно-резистентних штамів Staphylococcus aureus. Кілька медичних компаній повідомили про ефективність ніклозаміду в лікуванні коронавірусної хвороби 2019.